# エンレイ (大豆)
エンレイは、日本の大豆の栽培品種。

## 特徴
長野県中信農業試験場が育成した品種である。粒は丸粒で大粒、種皮は黄色。タンパク質含有率が高く、豆腐に適しているほか、味噌の加工にも向いている。熟期は中早生であり、一般地栽培における収穫時期は10月上旬である。南東北から中国地方までの広範囲で栽培されており、主たる栽培地域は北陸である。

## 作付面積

### 品種別作付面積
2006年の大豆の品種別作付面積
- 1位 - フクユタカ - 31,560ヘクタール、22.2% - 主に九州・東海・近畿
- 2位 - エンレイ - 16,619ヘクタール、11.7%、主に北陸
- 3位 - タチナガハ - 10,741ヘクタール、7.6%、主に関東
- 4位 - リュウホウ - 8,108ヘクタール、5.7%、主に東北
- 5位 - ユキホマレ - 6,284ヘクタール、4.4%、主に北海道

### 都道府県別作付面積
2016年のエンレイの都道府県別作付面積
- 1位 - 新潟県 - 4,487ヘクタール
- 2位 - 富山県 - 3,849ヘクタール
- 3位 - 山形県 - 1,216ヘクタール
- 4位 - 石川県 - 485ヘクタール
- 5位 - 福井県 - 241ヘクタール